# 日野雅夫
日野 雅夫（ひの まさお、1947年 - ）は、日本の地方公務員。初代村山総合支庁長や、山形県副知事、東北公益文科大学理事長等を務めた。

## 人物・経歴
山形県山形市生まれ。山形県立山形東高等学校を経て、東京大学医学部卒業後、1971年に山形県入庁。高校の同級生に小児科医の細谷亮太、文芸評論家の加藤典洋などがいた。1998年山形県健康福祉部長、2001年初代村山総合支庁長、2001年初代山形県危機管理監、2003年山形県総務部長、2004年山形県教育委員会教育長、2005年山形県副知事、2007年東北公益文科大学理事長。2009年に退任後、山形つのぶえ学園理事長。